# يوميكو فوجي
يوميكو فوجي (باليابانية: 藤井由宮子؛ بالكانا: ふじい ゆみこ) هي لاعبة كرة لينة يابانية، ولدت في 24 أبريل 1972 في غيفو في اليابان.

## وصلات خارجية
- يوميكو فوجي على موقع أوليمبيديا (الإنجليزية)